# Per Abramsen
Pieter (Per of Perry) Abramsen (Rotterdam, 27 maart 1941 – aldaar, 13 maart 2018) was een Nederlands beeldhouwer.

## Leven en werk
Per Abramsen studeerde af als beeldhouwer in 1961 aan de Rotterdamse Academie van Beeldende Kunsten en Technische Wetenschappen. In 1965 won hij de EMS Cultuurprijs (tweede prijs) in Den Haag met zijn werk Arabesk en in 1989 de Jacob Hartog Prijs, eveneens in Den Haag, met zijn werk Les Voiles.
Begin jaren 60 huwde hij medestudente Berry Koedam. Zij kregen een dochter Ilze. Abramsen startte direct na de Academie met abstracte beelden.
Eind jaren 70 ontstaan in de abstractie figuratieve vormen, later worden daar ook sociaal maatschappelijke uitgangspunten in verwerkt, de Tafels.
Begin jaren 90 gaat hij met licht en schaduw experimenteren in foto's, tekeningen en beelden. Abramsen bouwde enkele jaren na zijn afstuderen een eigen bronsgieterij, omdat hij het hele proces van bronsgieten zelf in de hand wilde houden. Maar hij onderzocht tevens vanaf het begin van zijn carrière ook de mogelijkheden van andere materialen en werkte o.a. in was, brons, klei, staal/rvs, zand, gips, perspex, hout, polyester, rubber, steen, beton en polystyreen (EPS en XPS).
Hij zocht de grenzen op van de flexibiliteit in materialen, leerde veel nieuwe technieken en vond nieuwe ruimtelijke toepassingen uit.
Hij exposeerde (selectie) vanaf 1963 in veel musea in binnen- en buitenland o.a. in een reizende expositie van jong Nederlands talent georganiseerd door het Ministerie van Cultuur. Keuze uit exposities daarna: Museum Prinsenhof, Keukenhof 4x, Van Reekum Museum, Stedelijk Museum Schiedam, Dordrechts en Gorkums Museum, Museum Zwolle, Museum Gabrovo, Groningen, Hilversum, Maassluis, Assen, Knokke-Heist, Kruithuis Den Bosch, Museum Uden, Museum Electra Parijs, het Openluchtmuseum voor beeldhouwkunst Middelheim in Antwerpen, Beelden aan Zee, Scheveningen en museum Terra Rosa, Salernes, Fr.
Zijn vaste galerie is RAM in Rotterdam.
Ook werd zijn werk getoond in vele beeldenroutes o.a. Diepenheim, Delft, Groningen, Sliedrecht, Dordrecht, Parijs, Amsterdam en Rotterdam. Hij had solo-exposities bij galeries in Frankrijk, USA, België, Nederland en Duitsland en werd op beurzen getoond in Bazel, Chicago, New York, Philadelphia, Marseille, Amsterdam, Rotterdam, Salernes en Nice.
De kunstenaar woonde en werkte in Rotterdam en Frankrijk. Zijn werk is vertegenwoordigd in veel musea, bedrijfs- en particuliere collecties. Hij was onder andere oprichter en voorzitter van kunstenaars initiatieven SARK, STEK en Bronsgiet-collectief cCULpTUUR, voorzitter van de BBK Rijnmond, nam deel aan diverse commissies, was gastdocent bij academies en van 1997- 2003 gasthoogleraar aan de Technische Universiteit Delft.
Ook verbouwde hij een 15-tal huizen en 2x bedrijfshallen o.a voor de RAM-galerie en een werketage voor Bill Alsop. Voor het onderkomen van het gietcollectief ontwierp hij een containerconstructie; hij bouwde drie stalen casco's voor zeiljachten en hij ontwierp en bouwde voor zichzelf 2x een huis met ateliers in 1980 en 2001 in Frankrijk. Per Abramsen was kunstenaar, uitvinder, architect, had een uitgebreide materiaalkennis en een brede interesse in historie, literatuur, muziek en wetenschap.
Hij was een beeldbouwer.
In 2019 is er een Per Abramsen fonds opgericht bij fonds Kwadraat; https://fondskwadraat.nl

## Werken (selectie)
- Baken (1974), Groeninx van Zoelenlaan in Rotterdam - met Rob Maingay
- Wandplastiek - overnaads multiplex (1980), sporthal in Rotterdam
- Cone (1984), Baumannlaan in Rotterdam-Overschie
- Al(l)ongée[1] (1986), binnenplaats gemeentehuis aan de Herenstraat in Leidschendam-Voorburg
- Anamorfose (1996), Bachlaan in Barendrecht
- Light into the shadow (2011), Merwehoofd in Papendrecht

## Fotogalerij

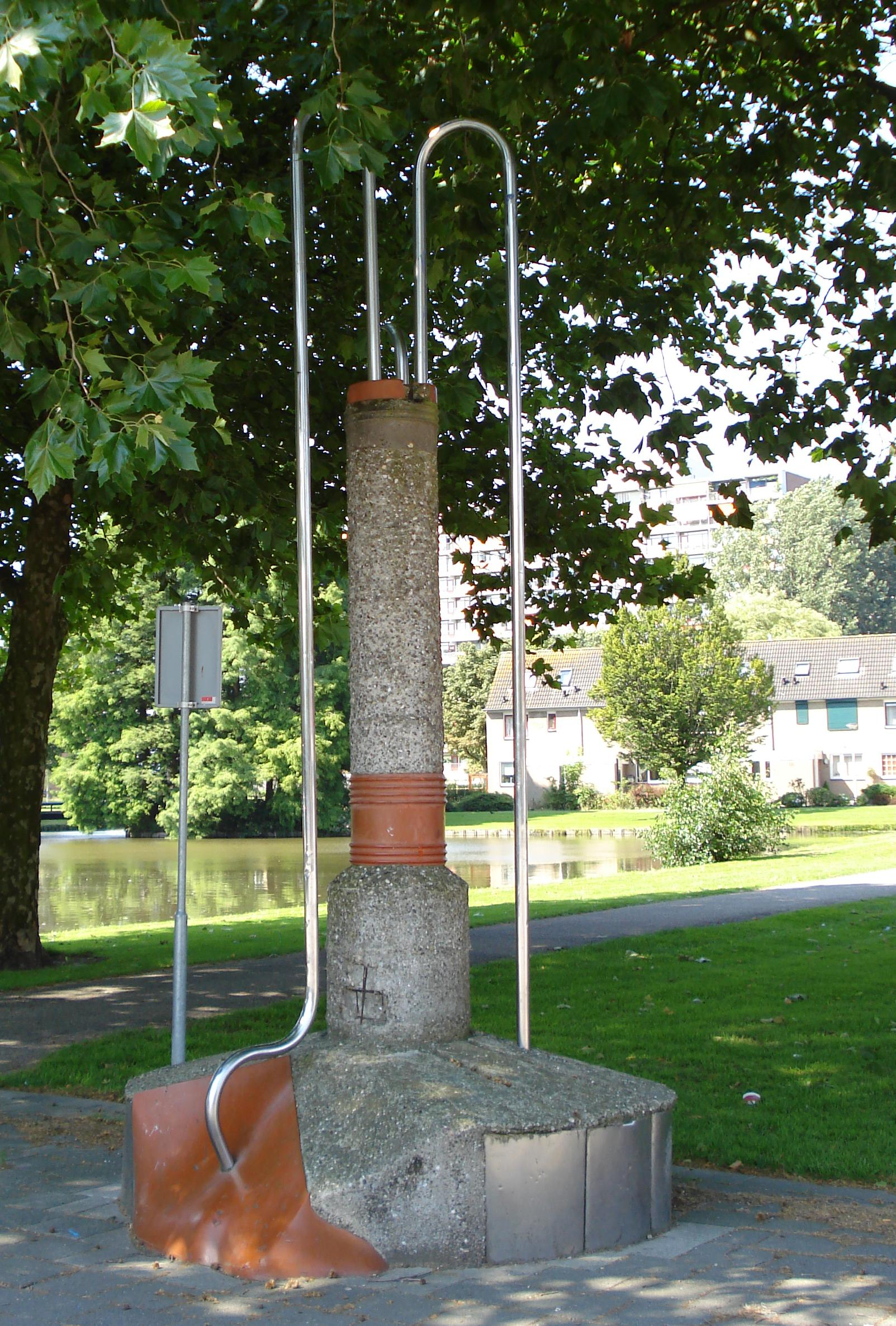
Baken (1974), Rotterdam
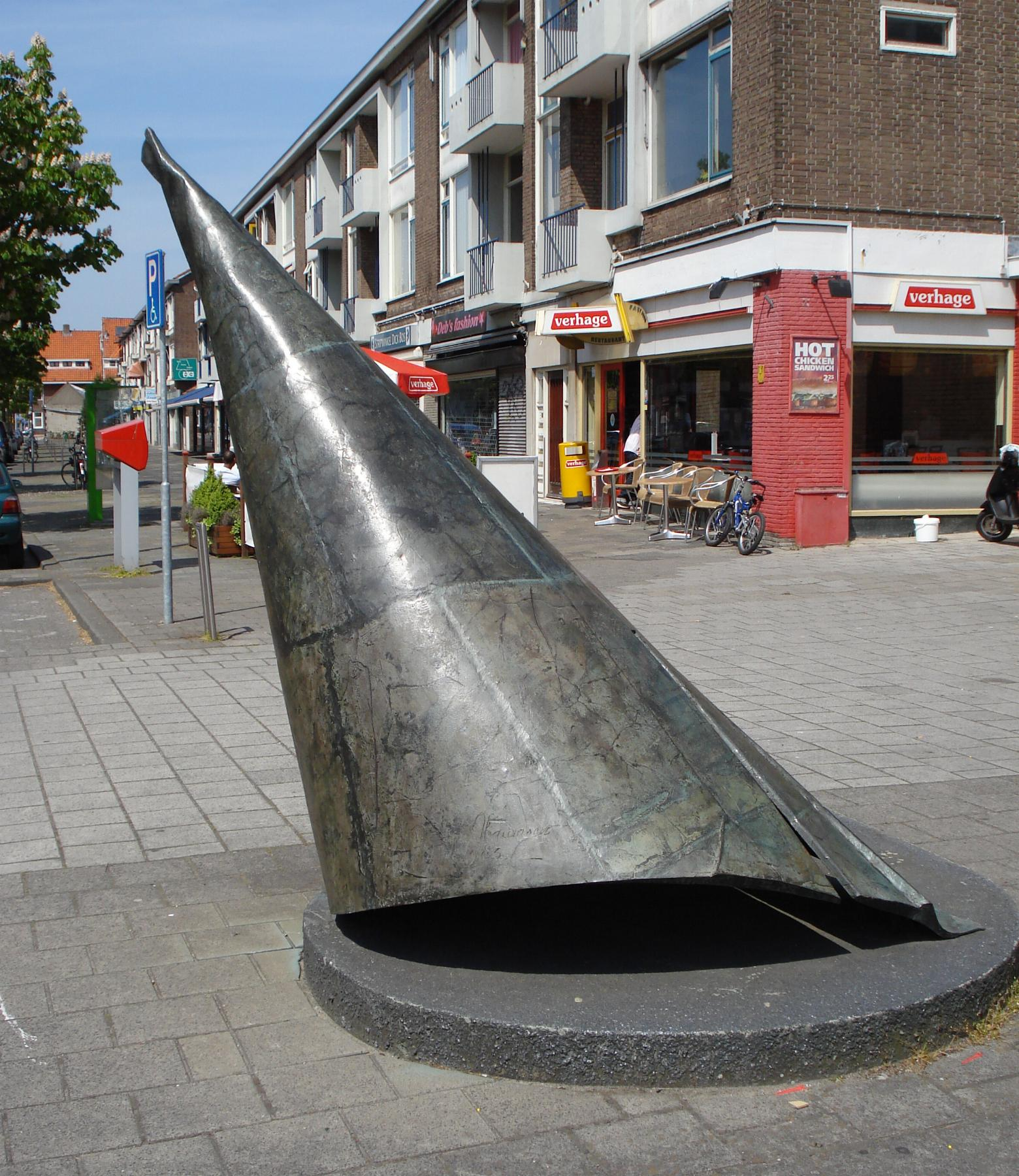
Cone (1984), Rotterdam
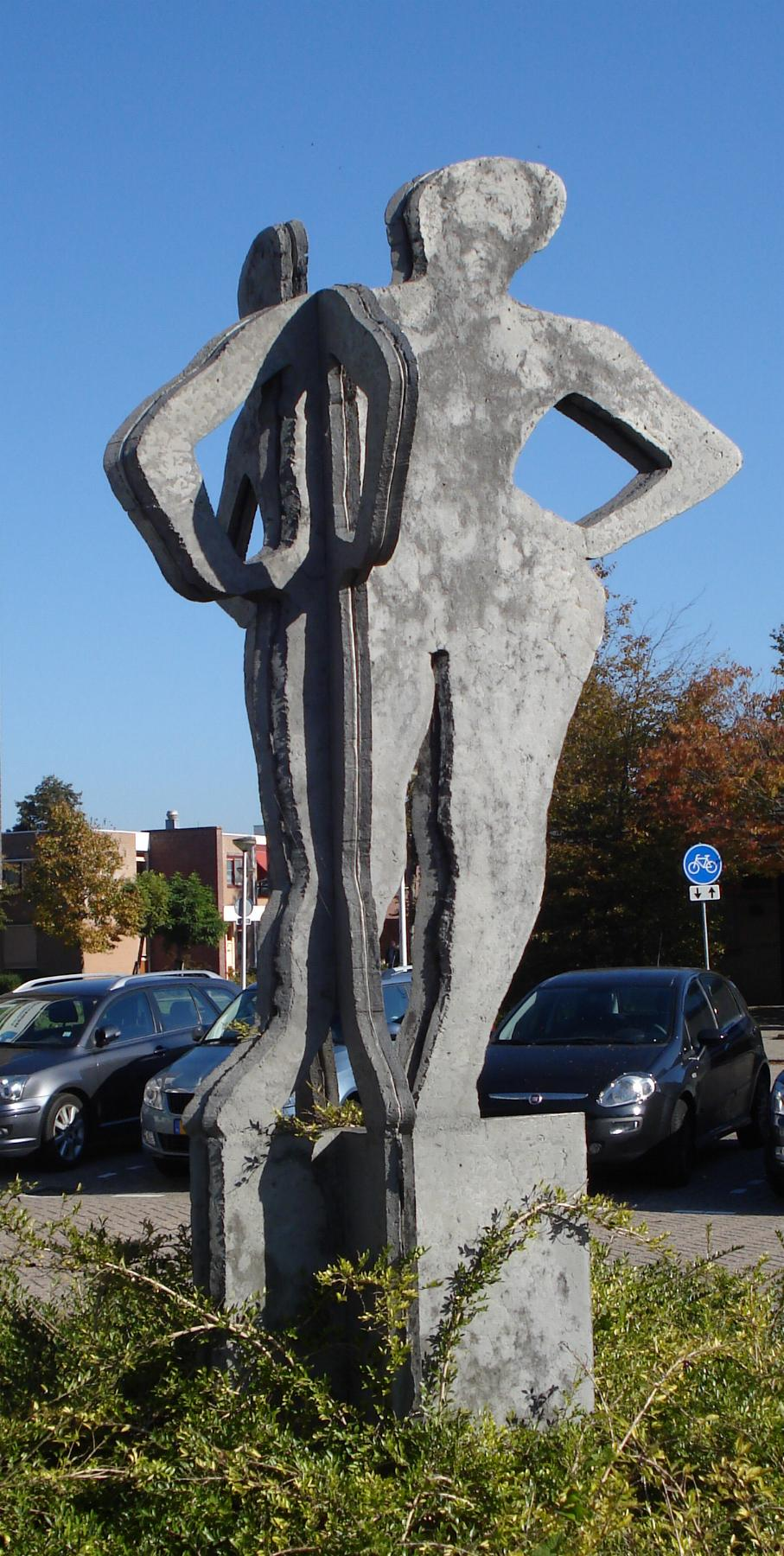
Anamorfose (1996), Barendrecht